# Mitsuzo Mizutani
Mitsuzo Mizutani (jap. 水谷光三 Mizutani Mitsuzo; ur. 5 października 1915) – japoński zapaśnik walczący w stylu wolnym. Olimpijczyk z Berlina 1936, gdzie zajął szóste miejsce, w wadze piórkowej. Absolwent Uniwersytetu Meiji.

## Letnie Igrzyska Olimpijskie 1936
| Konkurencja      | Rundy eliminacyjne     | Rundy eliminacyjne | Rundy eliminacyjne     | Rundy eliminacyjne      | Klas. końcowa |
| Konkurencja      | Przeciwnik I           | Przeciwnik II      | Przeciwnik III         | Przeciwnik IV           | Miejsce       |
| ---------------- | ---------------------- | ------------------ | ---------------------- | ----------------------- | ------------- |
| 61 kg styl wolny | Werner Spycher (SUI) Z | wolny los Z        | Vern Pettigrew (CAN) P | Gösta Frändfors (SWE) P | 6.            |